# Ugandische Fußballnationalmannschaft der Frauen
Die ugandische Fußballnationalmannschaft der Frauen (Spitzname „Crested Cranes“) repräsentiert Uganda im internationalen Frauenfußball. Die Mannschaft untersteht der Federation of Uganda Football Associations. Die ugandische Mannschaft konnte sich erstmals halbwegs sportlich für den Afrika-Cup der Frauen 2022 (Fußball-Afrikameisterschaft der Frauen) qualifizieren und nahm einmal teil, nachdem der Qualifikationsgegner nicht angetreten war, schied aber nach der Gruppenphase aus. Die Mannschaft wurde erstmals in der FIFA-Weltrangliste der Frauen im August 2016 auf Platz 129 geführt, konnte sich bis März 2017 trotz Punktverlusten auf Platz 112 verbessern, profitierte dabei aber im Wesentlichen davon, dass 19 Mannschaften aus der Wertung fielen. Aktuell liegt die Mannschaft auf dem 157. Platz von wieder 178 gelisteten Mannschaften.

## Turnierbilanz

### Weltmeisterschaft
Uganda nahm erstmals an der Qualifikation für die WM 1999 teil, die über die Fußball-Afrikameisterschaft der Frauen 1998 lief. Dabei musste Uganda in der Qualifikation gegen Ägypten. Nach einem 1:1 in Kairo in ihrem ersten Länderspiel, wurde das Rückspiel in Kampala mit 0:1 verloren. In der Qualifikation für die  Afrikameisterschaft 2002, die als Qualifikation für die  WM 2003 diente, musste Uganda erst in der zweiten Runde gegen Äthiopien antreten. Nach einer 0:2-Niederlage in Addis Abeba reichte das 2:2 im Rückspiel in Kampala nicht um die Afrikameisterschaft zu erreichen. An den Qualifikationen für die Afrikameisterschaft 2006, 2010 und 2014, die als Qualifikationen für die , 2007,  2011 und 2015  dienten, nahm Uganda nicht teil. In der Qualifikation für den 2018 verlor Uganda in der ersten Runde in Machakos gegen Kenia mit 0:1 und kam im Rückspiel in Kampala nur zu einem torlosen Remis, so dass sie sich nicht für den Afrika-Cup und damit auch nicht für die WM 2019 qualifizieren konnten. Für den Afrika-Cup der Frauen 2022, der als Qualifikation für die WM 2023 dient, konnte sich Uganda dann qualifizieren. In der ersten Runde trafen sie auf Äthiopien. Nachdem beide ihre Heimspiele mit 2:0 gewonnen hatten, konnte Uganda das Elfmeterschießen gewinnen. In der zweiten Runde sollte Uganda  gegen Kenia antreten, das aber zurückzog.
| Jahr | Ergebnis           |
| ---- | ------------------ |
| 1991 | nicht teilgenommen |
| 1995 | nicht teilgenommen |
| 1999 | nicht qualifiziert |
| 2003 | nicht qualifiziert |
| 2007 | nicht teilgenommen |
| 2011 | nicht teilgenommen |
| 2015 | nicht teilgenommen |
| 2019 | nicht qualifiziert |
| 2023 | nicht qualifiziert |

### Afrikameisterschaft
| - 1991 (inoff.): nicht teilgenommen - 1995 (inoff.): nicht teilgenommen - 1998: nicht qualifiziert - 2000: Vorrunde - 2002: nicht qualifiziert | - 2004: zurückgezogen - 2006: zurückgezogen - 2008: nicht teilgenommen - 2010: nicht teilgenommen - 2012: nicht qualifiziert | - 2014: nicht teilgenommen - 2016: nicht teilgenommen - 2018: nicht qualifiziert - 2022: Vorrunde - 2024: nicht qualifiziert |

### Olympische Spiele
| - 1996: nicht teilgenommen - 2000: nicht qualifiziert - 2004: zurückgezogen - 2008: zurückgezogen | - 2012: nicht teilgenommen - 2016: nicht teilgenommen - 2020: nicht qualifiziert - 2024: nicht qualifiziert |

### Afrikaspiele
- 2003: nicht teilgenommen
- 2007: nicht teilgenommen
- 2011: nicht qualifiziert
- 2015: nicht teilgenommen
- 2019: nicht qualifiziert

### CECAFA Women’s Championship
- 2016: Vierter Platz
- 2018: Zweiter Platz
- 2019: Dritter Platz
- 2021: abgesagt
- 2022: Sieger

## Letzte/nächste Spiele
| Datum      | Ergebnis  | Gegner       |   | Austragungsort   | Anlass                                   | Bemerkungen |
| ---------- | --------- | ------------ | - | ---------------- | ---------------------------------------- | ----------- |
| 17.02.2022 | storniert | Kenia        | H |                  |                                          | [ 3 ]       |
| 22.02.2022 | storniert | Kenia        | A |                  |                                          | [ 3 ]       |
| 01.06.2022 | -:-       | Ruanda       | H | Njeru            | CECAFA Women’s Championship-Gruppenspiel |             |
| 03.06.2022 | -:-       | Dschibuti    | H | Njeru            | CECAFA Women’s Championship-Gruppenspiel |             |
| 05.06.2022 | -:-       | Burundi      | H | Njeru            | CECAFA Women’s Championship-Gruppenspiel |             |
| 03.07.2022 | -:-       | Senegal      | * | Rabat (MAR)      | Afrika-Cup-Gruppenspiel                  |             |
| 05.07.2022 | -:-       | Marokko      | A | Rabat (MAR)      | Afrika-Cup-Gruppenspiel                  |             |
| 08.07.2022 | -:-       | Burkina Faso | * | Casablanca (MAR) | Afrika-Cup-Gruppenspiel                  |             |

## Spiele gegen Nationalmannschaften deutschsprachiger Länder
Bisher gab es noch keine Spiele gegen Deutschland, Liechtenstein, Österreich und die Schweiz.